# Schienenverkehr im Irak
Der Schienenverkehr im Irak wird im Wesentlichen von der Iraqi Republic Railways (الشركة العامة لسكك الحديد العراقية – IRR) betrieben.

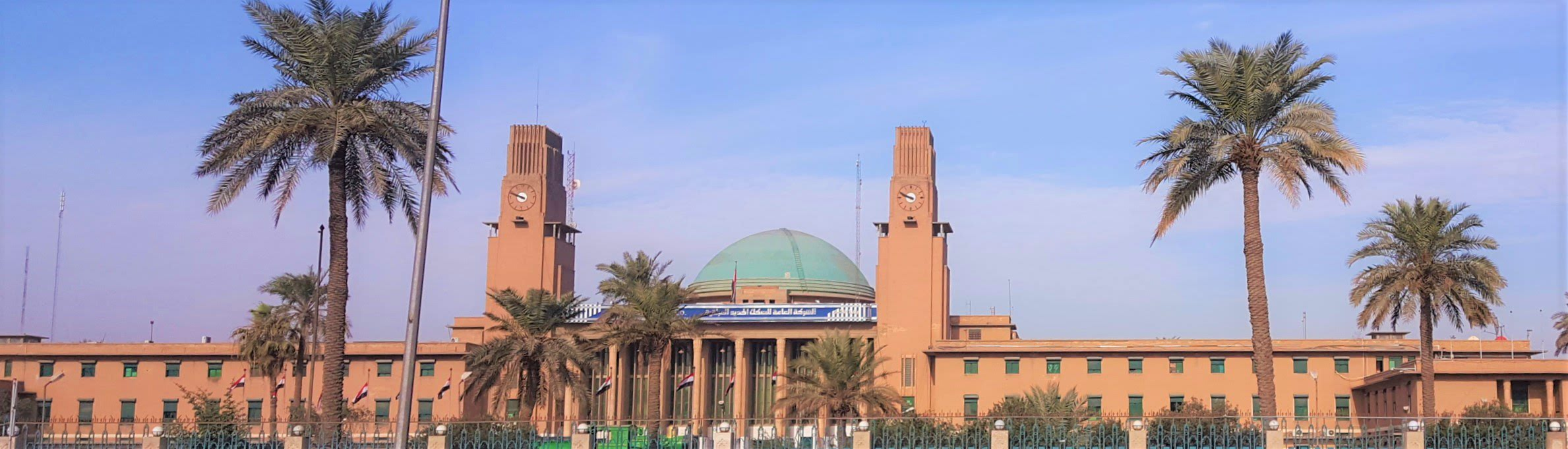
Bahnhof Bagdad

## Geschichte

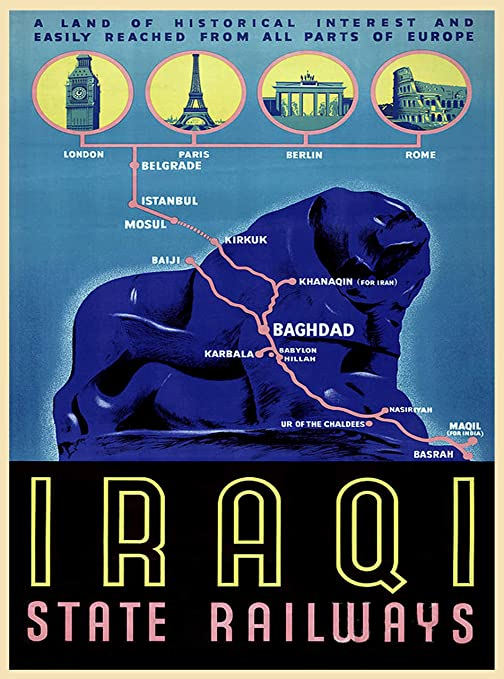
Werbeplakat der irakischen Eisenbahn aus den 1930er Jahren

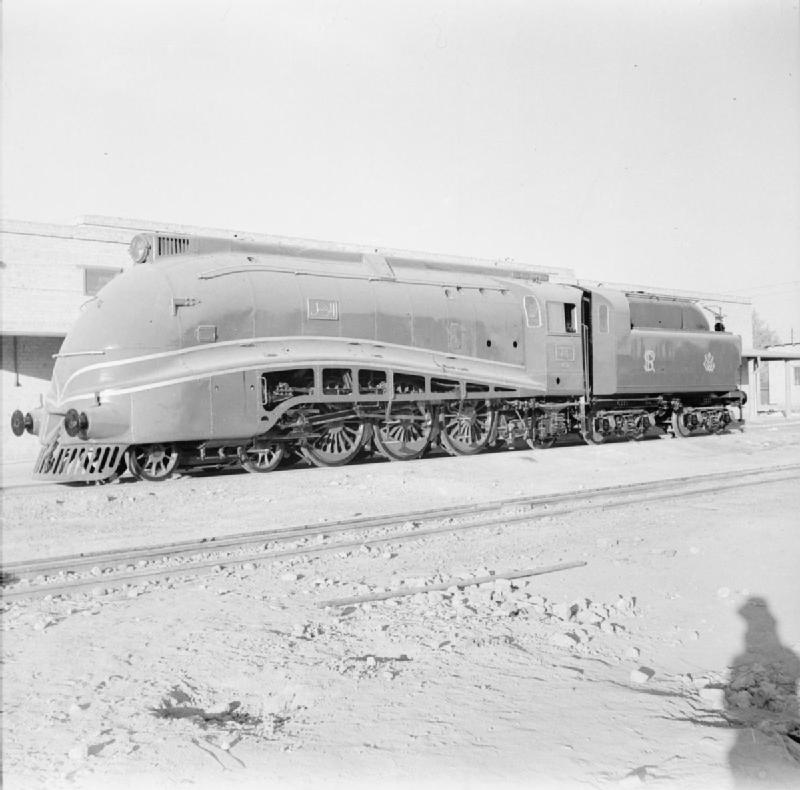
Lokomotive für den Taurus-Express, 1940er Jahre

Eine Pferdestraßenbahn, die 1871 in Bagdad eröffnete, war der erste Schienenverkehr im heutigen Irak. Dessen heutiges Staatsgebiet gehörte damals zum Osmanischen Reich. Die vier Kilometer lange Strecke war bis 1941 in Betrieb und die erste derartige Bahn im gesamten Osmanischen Reich.
Der erste Eisenbahnbau auf heute irakischem Staatsgebiet war die Bagdadbahn. Sie wurde kurz vor dem Ersten Weltkrieg begonnen und von beiden Enden her erbaut. Die Arbeiten begannen in nördlicher Richtung von Bagdad aus mit dem Streckenabschnitt Bagdad–Samarra, der im Laufe des Jahres 1914 abschnittsweise eröffnete. Die Verlängerung von Samarra bis Baidschi folgte im Dezember 1918.
Ab 1916 brachten vom Persischen Golf einrückende britische Streitkräfte Feldbahnausrüstung ins Land, anfangs in einer Spurweite von 762 mm (2 ft 6 in) und später aus Britisch-Indien in Meterspur. Diese Feldbahnen wurden mit dem militärischen Fortgang des Krieges immer weiter nach Norden errichtet und bildeten die Grundlage für die am 16. Januar 1920 eröffnete Bahnstrecke Bagdad–Basra.
Im April 1920 übertrug die britische Militärverwaltung alle Eisenbahnen an die inzwischen eingerichtete britische Zivilverwaltung, die sie als Staatsbahn unter der Bezeichnung Mesopotamian Railways betrieb. 1932 wurde das Königreich Irak vom Vereinigten Königreich unabhängig, die Mesopotamian Railways waren aber weiterhin Eigentum des Vereinigten Königreichs. Erst im März 1936 verkaufte das Vereinigte Königreich die Mesopotamian Railways an das Königreich Irak, das die Eisenbahn in Iraqi State Railways (ISR) umbenannte. Die Arbeiten zum Lückenschluss der Bagdadbahn zwischen Al-Yarubiyya (ehemals: Tel Kutschak), dem Grenzbahnhof in Syrien, wurden wieder aufgenommen, die durchgehende Bagdadbahn am 15. Juli 1940 eröffnet. Hier verkehrte nun der Taurus-Express zwischen dem Bahnhof Bagdad West und Istanbul.
1947 eröffnete die von der Bagdadbahn abzweigende Strecke nach Kirkuk, 1949 ergänzt um eine Meterspurstrecke von Kirkuk nach Arbil. Eine Straßen- und Eisenbahnbrücke über den Tigris in Bagdad eröffnete 1950 und verband erstmals die Meterspurnetze am Ost- und Westufer des Flusses.
Als 1958 die Republik ausgerufen wurde, erhielt die ISR die neue Bezeichnung Iraqi Republic Railways (IRR). 1961 begann die IRR auf ihrem normalspurigen Netz die Dampflokomotiven durch Diesellokomotiven zu ersetzen. Auf dem Meterspurnetz erfolgte die Umstellung erst ab 1983.
1964 erweiterte die IRR ihr Normalspurnetz um eine Strecke von Bagdad nach Basra, die 1964 für den Güterverkehr und 1968 für den Personenverkehr eröffnet wurde. Später wurde sie von der Shouaiba Junction bis zum Hafen von Umm Qasr verlängert.
Mitte Februar 2010 wurde der Verkehr in der Verbindung Mossul–Gaziantep (Türkei) wieder aufgenommen. Die 18-stündige Fahrt fand einmal wöchentlich statt. Der Betrieb wurde allerdings bereits nach kurzer Zeit wieder eingestellt.

## Gegenwart

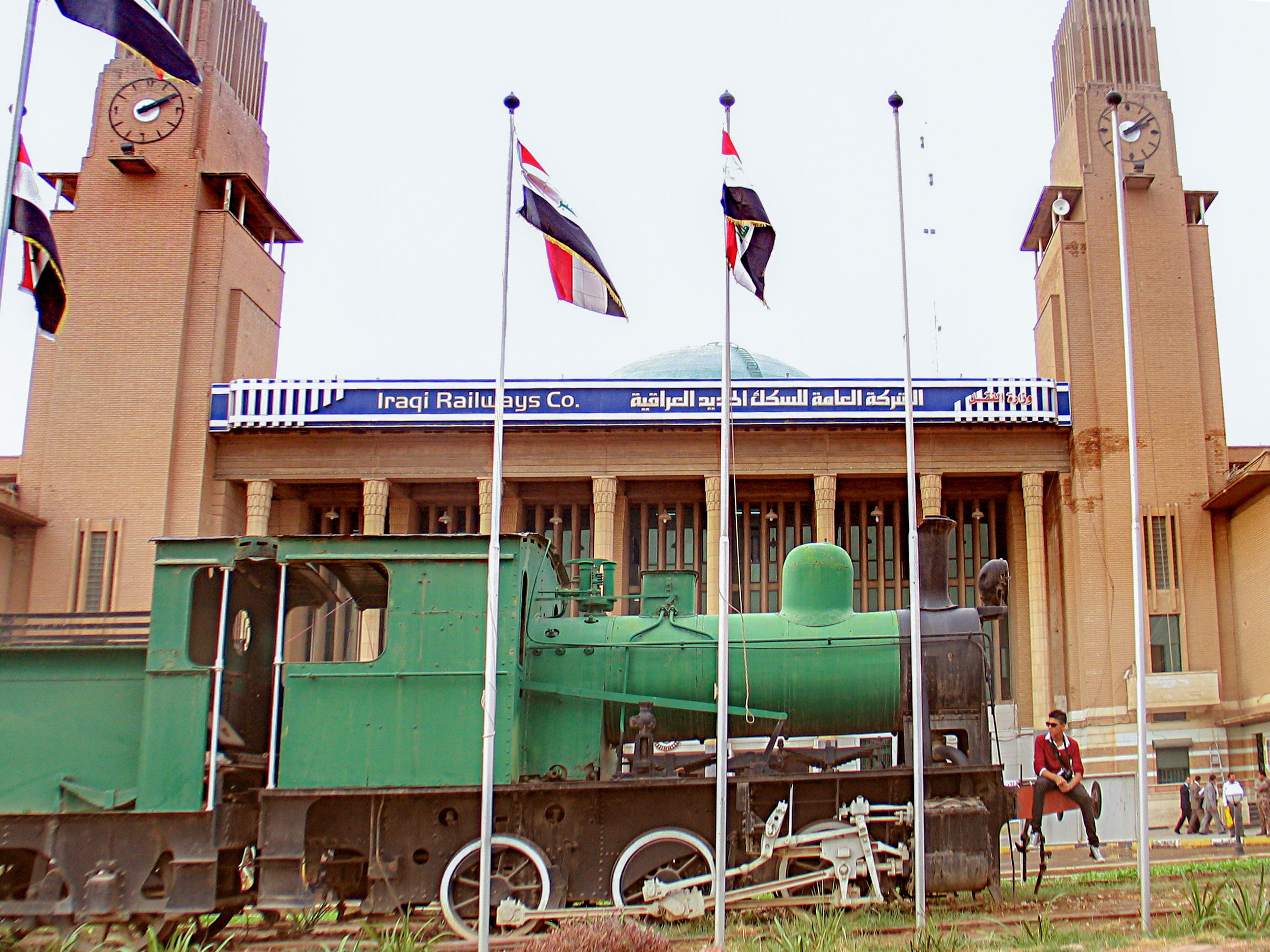
Denkmallokomotive vor dem Bahnhof Bagdad

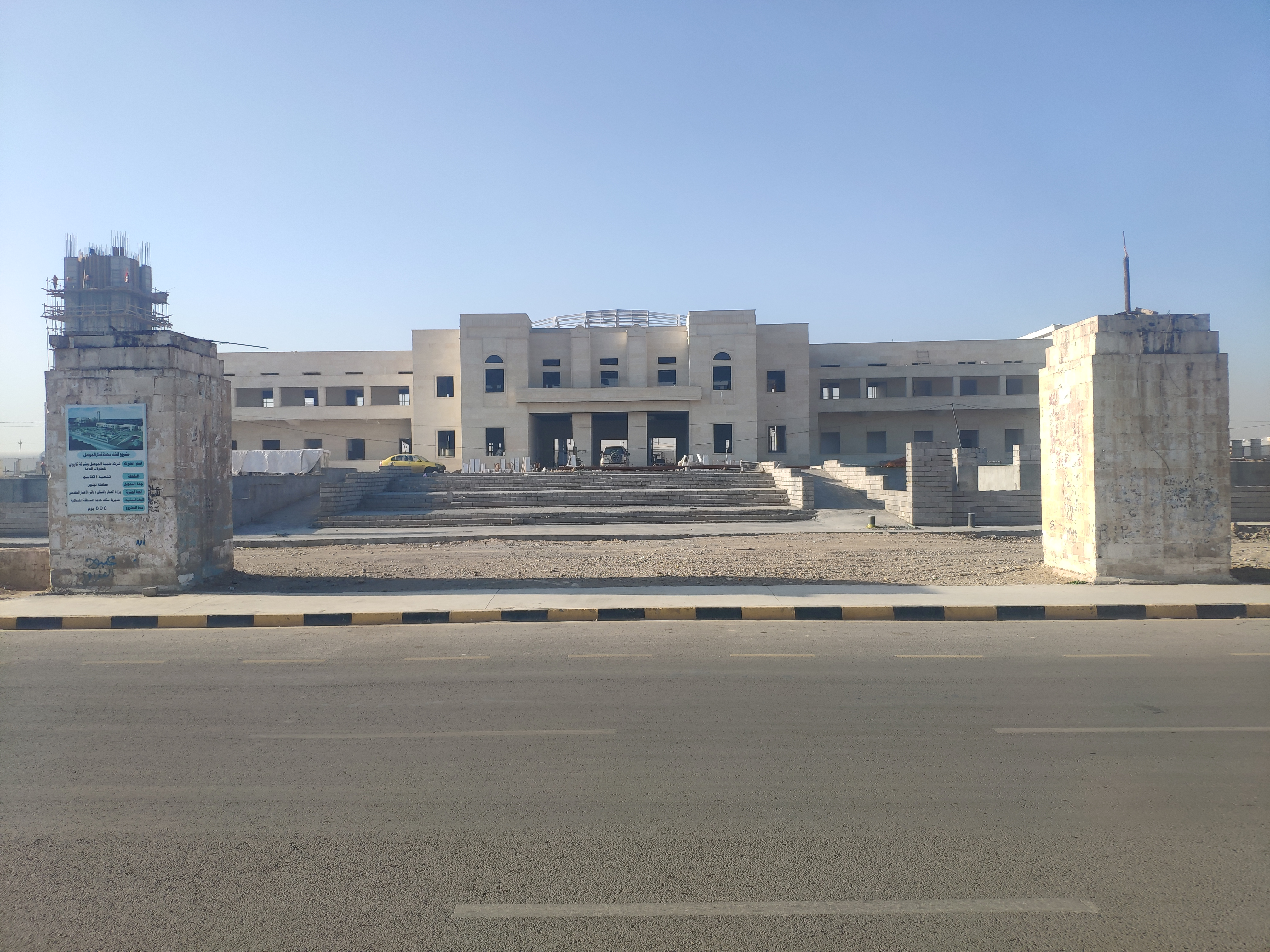
Bahnhof Mossul

In den vier Kriegen, die der Irak seit 1980 durchlitt und den begleitenden Bürgerkriegen zwischen 1980 und 2003 verzeichnete die IRR Kriegs- und Plünderungsschäden im Wert von rund einer Milliarde US-Dollar. Noch 2024 waren die Schäden an der Eisenbahninfrastruktur flächendeckend vorhanden, es gibt große Wagen- und Lokomotivfriedhöfe, viele Strecken sind weiterhin zerstört und unbefahrbar, die Instandsetzung geht nur langsam voran und der Bahnbetrieb ist „minimal“.

## Strecken
Die IRR betrieb 2024 ein Streckennetz von etwa 2270 km Länge, alles in Normalspur. Das Meterspurnetz ging in den Kriegen unter, wurde seit 1988 nicht mehr befahren und danach nicht reaktiviert.
Wichtige Strecken sind
- der südliche Abschnitt der Bagdadbahn von Abu Hudschaira über Mossul nach Bagdad,
- die Bahnstrecke Bagdad–Basra,
- die Bahnstrecke Bagdad–Kerbala, wichtig für den Pilgerverkehr,
- die Bahnstrecke Bagdad–Akaschat und
- die Bahnstrecke Al-Haqlaniya–Kirkuk, die westlich von der Bahnstrecke Bagdad–Akaschat abzweigt, die Bagdadbahn bei Baidschi kreuzt und weiter nach Kirkuk führt. Der Abschnitt zwischen Baidschi und Kirkuk wurde im Dritten Golfkrieg 2003 zerstört und bis jetzt nicht wieder aufgebaut.[11]

## Fahrzeuge
Die IRR hat ca. 500 Diesellokomotiven in ihrem Bestand, davon etwa 30 einsatzfähig. Um das zu gewährleisten, werden die nicht mehr betriebsfähigen Lokomotiven „kanibalisiert“, um Ersatzteile zu gewinnen. Weiter gibt es 12 Dieseltriebwagen, acht davon sind betriebsfähig. 1991 hatte die IRR 654 Personenwagen und 12.827 Güterwagen. Nur ein Bruchteil davon war 2024 noch fahrfähig. Im Binnenverkehr wird die SA-3 (Mittelpufferkupplung) verwendet, viele Fahrzeuge sind aber zusätzlich mit Puffern und Schraubenkupplung ausgerüstet, um Richtung Syrien und Türkei übergangsfähig zu sein.

## Betrieb

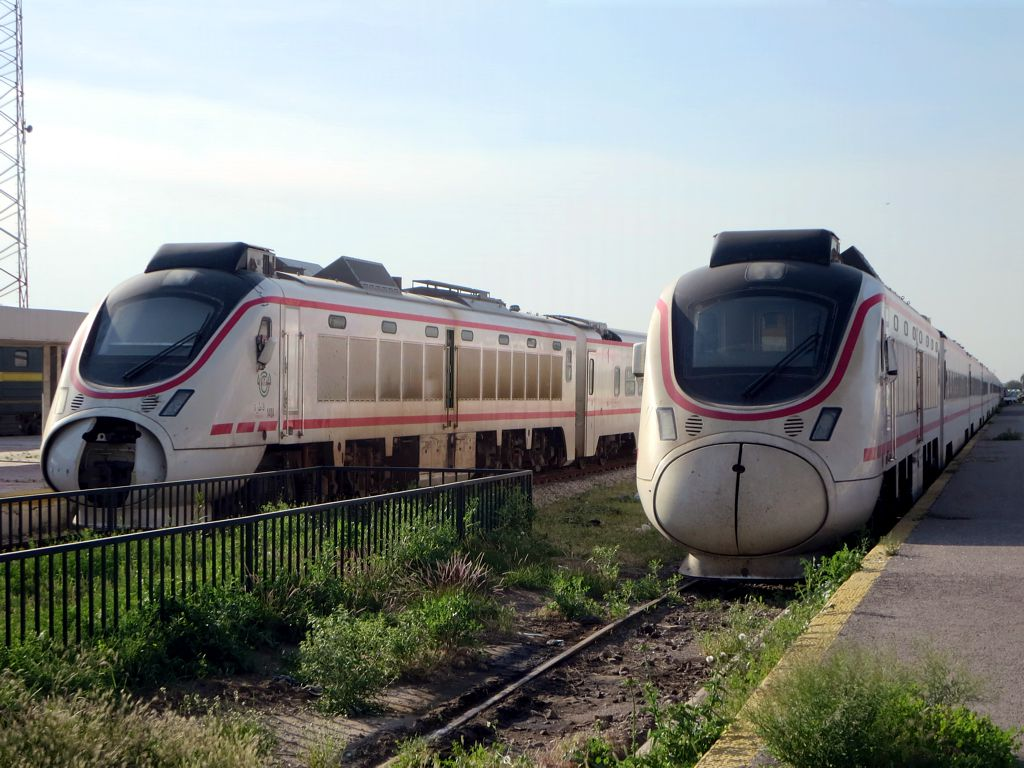
Triebwagen für den Verkehr Bagdad–Basra

Im Personenverkehr ist vor allem die Strecke zwischen Bagdad und Basra von Bedeutung, die – seit 2015 mit in China gebauten Zügen – mehrmals in der Woche bedient wird.
Eine zweite Strecke, die im Personenverkehr betrieben wird, ist die Strecke Bagdad–Kerbala. In Kerbala befindet sich mit dem Imam-Husain-Schrein eine der wichtigsten Pilgerstätten des schiitischen Islam. Außerhalb der entsprechenden Feiertage verkehrt hier (2024) ein Zugpaar täglich.
Die dritte Strecke, auf der 2024 regelmäßig Personenverkehr stattfand, ist der südliche Abschnitt der Bahnstrecke Bagdad–Akaschat. Hier verkehren täglich zwei Zugpaare im Personenverkehr, eines zwischen Bagdad und Falludscha, ein zweites zwischen Bagdad und Ramadi. Diese Züge halten auch in Falludscha. Das Empfangsgebäude in Falludscha ist allerdings zerstört.
Zwischen Bagdad und Samarra verkehren gelegentlich Sonderzüge. Darüber hinausgehender Personenverkehr findet nicht statt.
Güterverkehr ist zwar theoretisch möglich, scheint aber kaum stattzufinden.

## Verwaltung
Die Zentrale der der IRR befindet sich in Bagdad und ist dort im Empfangsgebäude des Bahnhofs untergebracht. In Basra gibt es eine Eisenbahndirektion, die für das südliche Streckennetz zuständig und ebenfalls im Empfangsgebäude des dortigen Bahnhofs untergebracht ist. Die Zentralwerkstatt befindet sich in Bagdad.

## Stadtbahnsysteme
Nachdem 1941 die Pferdestraßenbahn in Bagdad stillgelegt wurde, gibt es im Irak kein Stadtbahnsystem mehr.
Anfang 2024 wurde für Bagdad ein U-Bahn-System zum Bau ausgeschrieben. Die Metro Bagdad soll auf einem Netz von 150 km 64 Stationen bedienen und führerlos fahren.